# ねとらじヘッドライン取得ツール
ねとらじヘッドライン取得ツール（ねとらじヘッドラインしゅとくツール）とは、インターネットラジオサービスのlivedoor ねとらじが配信する番組情報（ヘッドライン）を取得、番組表としてまとめ表示し、視聴者が番組を視聴するのを支援するソフトウェアのこと。「ねとらじアプリ」「ねとらじツール」と呼ばれることもある。

## 概要
ねとらじは、ウェブブラウザとiTunesやWindows Media Playerなどのストリーミング再生対応ソフトさえあれば聞くことができるようになっている。しかし、より便利にねとらじを利用するため、以下に示したような機能を備えたソフトウェアがかなり初期から登場した。
番組表の表示
ねとらじサーバから取得した番組の一覧を番組表としてまとめ、効率よく表示する。表示されている番組をダブルクリックすることで、ストリーミング再生対応ソフトウェアで番組が再生される。
番組の録音
ねとらじで放送されている番組を録音することができる。録音した音声データは、利用者のハードディスクドライブに保存される。生放送であるねとらじを後から聴く場合に大変有効である。
お気に入りDJの放送開始通知
番組名などをあらかじめ登録しておくと、該当する番組が始まった際に何らかの方法で通知が行われる。また、このときに該当する番組を自動的に録音する機能を備えるものもある。

## ねとらじヘッドライン取得ツールの種類
ねとらじヘッドライン取得ツールには、以下のようなものがある。「Dolphin」以外は個人開発者によるものであり、ねとらじの運営元であるライブドアとは関係がない。

### Microsoft Windows用
Dolphin
ライブドア公式のねとらじヘッドライン取得ツール。2007年より開発が始まり、現在β版が公開中。
動作環境
OS：Windows 2000/XP/Vista
CPU：Pentiumマシン
RAM：256MB以上（512MB以上推奨）
その他：.NetFramework2.0が導入されている環境（Dolphinのインストーラーに同梱）。
RAZIE
こたろうにより作成されたソフト。「らじー」と発音する。現在は開発も公開も終了しており、最終バージョンはVer0.95bである。
判太らいなん
城元☆判太により作成されたソフト。現在も開発が続けられており、動作も安定している。ホームページには判太らいなん以外にもねとらじ関係のソフトが複数公開されていた。
GetHeadline
typetoにより作成されたソフト。ねとらじが開設されて間もない2002年に登場した最初のねとらじヘッドライン取得ツールである。現在、開発は終了し、ライブドア公式のヘッドライン取得ツール「Dolphin」の発表に伴いサイトも閉鎖した。
また、それまでIrvine等のダウンローダによる放送ダウンロードが一般的だった中に、録音という概念を持ち込んだ最初のソフトである。
Version2よりキーワードによる予約録音機能がついた。
ねとらじプレイヤIIDX
その他にあるねとらじプレイヤを表示するためだけに開発されたアプリケーション。
DRAZIE
RAZIEを真似して作られたソフト。検索など新しい機能を搭載し、Windows 7へも正式に対応している。配布終了。
Cappuccino(仮)
ねとらじヘッドラインソフトの中で、もっとも多機能。Windows 7 64bit環境でも正常に動作する。

### Mac OS用
Now Headline X、同Classic および LadioManager は、2ちゃんねる上のスレッドを活用して告知や利用者からのフィードバックを行っている。
Now Headline X
「759 ◆KtlFBG6kX2」が開発したソフト。Mac OS X 10.2以降をサポート、Universal Binaryとなっている。概要に挙げた機能の他に、Macintosh環境では難しい複数の番組を同時に視聴することが可能であったり、オプションで携帯電話からの操作を可能にすることができるなどの特徴がある。オープンソース。
LadioManager
「岩石巌エコなっち」(=「DJ 名未設定 ◆oBmC3NaWMs」)が、2005年6月1日に開発を発表したソフト。Mac OS X 10.3.9以降をサポートしている。また、Universal Binaryを採用している。概要に挙げた機能の他に、番組視聴者数推移グラフを表示する機能や、お気に入りDJ通知のキーワードについて正規表現を使用できるなどの特徴がある。
iLadio
一番初期からあったソフトウェアだが、2007年現在配布元のウェブサイトは閉鎖されている。
Now Headline Classic
Now Headline XのMac OS 9版。開発はNow Headline Xと同じく「759 ◆KtlFBG6kX2」による。

### その他
ねとラジカセ
Windows Mobile 5以降が搭載されたスマートフォンおよびPDAにおいてねとらじを視聴できるようにするためのツール。プレーヤーは「TCPMP」（AVI氏らによる）を推奨している。手動で番組表が更新できないなど（30〜180までで秒数を指定して周期的に更新することは可能）課題は多い。
ねとらじツール for WX310K featuring 京らじ
ウィルコム向けPHSのWX310K（通称、京ぽん2）でねとらじを視聴できるようにするためのツール。番組表は、京ぽん2からの閲覧に適した形でオンラインで表示される。「京らじ」という京ぽん2用MP3ストリーミング視聴ソフトの機能を利用し、番組を再生する。正式にはサポートされていないが、Flashによる再生のため、任天堂の家庭用テレビゲーム機Wiiのインターネットチャンネルや、同じくSONYのPlayStation 3に搭載されているインターネットブラウザでもねとらじを聴くことができる。
PSP Ladio
PlayStation Portableの「インターネットラジオ」機能を使ってねとらじを聞くことができるようにするツール。お気に入り放送番組開始の通知、インターネットブラウザの別タブを使って関連URLを開くことも可能。インターネットラジオ視聴機能はシステムソフトウェアv3.80以降に搭載されているので、PlayStation Portableのシステムソフトウェアバージョンが低い場合はバージョンアップすることにより利用可能になる。
ねとらじプレイヤ
DJグループ影瑠板が開発したブラウザ内でリスト表示から再生まで出来るよう作られたプレイヤ。HTMLで表示されているため携帯電話からも表示出来る（再生は不可）。
HeadLiner
XYZ@FD3Sが開発したJavaプラットフォームを使ったソフトウェア。2007年現在ウェブサイトは閉鎖されている。
Rico
javaで記述されたマルチプラットフォームで動作するアプリケーション。